# Art Farmer
Art Farmer, właśc. Arthur Stewart Farmer (ur. 21 sierpnia 1928 w Council Bluffs, zm. 4 października 1999 w Nowym Jorku) – amerykański muzyk jazzowy grający na trąbce i skrzydłówce. Laureat NEA Jazz Masters Award w 1999.
Od 1989 używał także specjalnie dla niego wykonanego instrumentu, który łączył cechy flugelhornu (skrzydłówki) i trąbki (ang. trumpet). Instrumentowi, wykonanemu przez rzemieślnika-artystę Davida G. Monette'a, nadano nazwę „flumpet”.

## Życiorys

### Początki kariery
Art Farmer był synem robotnika stalowni. Dorastał w Phoenix. Jako piętnastolatek grywał w orkiestrze tanecznej.
Zanim ostatecznie zdecydował się grać na trąbce, uczył się wcześniej gry na fortepianie, skrzypcach i tubie.
Zawodowym muzykiem został w połowie lat 40. Podczas pobytu w Los Angeles grał (czasem wraz ze swym bratem-bliźniakiem, basistą Addisonem Farmerem) m.in. w zespołach prowadzonych przez Horacego Hendersona i Johnny’ego Otisa, z którego zespołem pojechał w trasę, obejmującą również koncerty w Nowym Jorku.
Tu gościnnie brał też udział w występach Clifforda Browna, Lestera Younga i innych.
W 1948 pracował w Kansas City, występując w zespole Jaya McShanna, a po powrocie do Los Angeles grał u
Bennyego Cartera, Roya Portera czy Dextera Gordona.
W styczniu 1952 z zespołem Wardella Graya dokonał swego pierwszego nagrania płytowego, rejestrując dla firmy Prestige
m.in. swoją kompozycję „Farmer's Market”. W 1953 nagrał już pierwszy własny album. Był to, zawierający cztery utwory, 10” LP wydany przez Prestige, a zatytułowany Work of Art. W powstaniu płyty wziął też udział Quincy Jones (jako aranżer i pianista).
W 1953 Farmer został członkiem orkiestry prowadzonej przez Lionela Hamptona i wyjechał z nią na tourneè po Europie grając na trąbce obok Clifforda Browne’a i Quincy Jonesa.

### Era hard bopu
Po powrocie i przeprowadzce do Nowego Jorku jesienią 1953, Farmer grał m.in. z takimi muzykami jak Gigi Gryce (1954-1956), Horace Silver (1956-1958) i Gerry Mulligan (1958-1959). Z zespołem Mulligana nagrał m.in. muzykę do filmów I Want to Live i The Subterraneans (1958). W drugiej połowie lat 50. uczestniczył w koncertach i nagraniach m.in. George’a Russella, Colemana Hawkinsa, Theloniousa Monka, Charlesa Mingusa czy Quincy Jonesa.
W tym okresie pozostawał w kręgu eksperymentujących muzyków jazzowych takich jak Teddy Charles, Teo Macero czy George Russel, biorąc np. udział w prowadzonych przez Russella warsztatach jazzowych.
W 1959, wraz z kompozytorem i saksofonistą tenorowym Bennym Golsonem założył zespół The Jazztet, który działał do 1962 nagrywając płyty dla wytwórni Argo i Mercury Records. Innymi członkami grupy byli m.in. puzoniści Curtis Fuller i Grachan Moncur III oraz pianista McCoy Tyner.
W latach 1962–1964 Farmer tworzył trio z gitarzystą Jimem Hallem i basistą Steve’em Swallowem. Później, w 1965, razem z perkusistą Pete’em La Rocą i pianistą Steve’em Kuhnem, Farmer i Swallow nagrali album Sing Me Softly of the Blues, wydany przez Atlantic Records.

### Lata w Europie
Dalsze swoje losy związał Farmer z Europą. Od 1968 mieszkał w Wiedniu, gdzie miał rodzinę i gdzie występował z The Kenny Clarke-Francy Boland Big Band, Fritz Pauer Trio oraz Österreichischen Rundfunkorchester (austriacką orkiestrą radiową). Brał również udział w koncertach muzyki poważnej, grając partie solowe w utworach Bacha i Haydna. W ostatnich latach swojej kariery Farmer prowadził też własne zespoły, z którymi nagrał kilka płyt dla różnych wytwórni. Regularnie koncertował w wiedeńskim klubie Jazzland, grając gościnnie z różnymi austriackimi zespołami lub też z jedną ze swoich europejskich formacji – kwintetem z saksofonistą Harrym Sokalem, pianistą Fritzem Pauerem, basistą Paulo Cardoso i perkusistą Mario Gonzi (w tym składzie w 1981 nagrali album Foolish Moments, a duet Farmer-Pauer w 1987 zarejestrował nagrania na płytę Azure).
Wyjeżdżał kilkakrotnie do Stanów Zjednoczonych, w 1973 i 1974 biorąc udział w Festiwalu Jazzowym w Newport. W 1976 zorganizował się zespół w składzie: Farmer, Art Pepper, Hampton Hawes, Ray Brown i Shelly Manne. Formacja ta miała krótki żywot, w czasie którego powstał jednak album zatytułowany On the Road. W tym okresie Farmer występował także jako muzyk sesyjny, z czego skorzystali m.in. Yusef Lateef i Jeremy Steig (w 1976) oraz Joe Henderson i Jim Hall (w 1978).
W 1980 reaktywował The Jazztet (wraz z Golsonem i jednym z oryginalnych członków grupy – puzonistą Curtisem Fullerem). Zespół występował na żywo i nagrał też kilka nowych płyt. Inną formacją, z którą występował Farmer w latach 80. był kwintet, w którym przez długi czas grał saksofonista Clifford Jordan. W 1988 nagrali album Blame It On My Youth.
Farmer uważany jest za jednego z wybitnych przedstawicieli hard bopu. Obok Sonny’ego Rollinsa, Clifforda Browna, Cannonballa Adderleya i Johna Coltrane’a należał do pierwszego pokolenia muzyków, którzy pojawili się po oryginalnych twórcach bebopu. Część krytyków uważa, że jego gra w wielu aspektach przypomina cool jazz. Niezależnie od opinii na temat stylu w jakim grał, Art Farmer był wybitnym muzykiem jazzowym, który wypracował swoje własne, charakterystyczne brzmienie.

## Odznaczenia
- Austriacki Krzyż Honorowy za Naukę i Sztukę I klasy (1998)[2]